# 荀寅
荀寅（？—？），中国春秋時期晋国政治人物，荀氏、中行氏，又称中行寅，当时晋国的中行氏第五代家主，中行吴之子。
蔡昭侯被楚国所欺，求救于晋国。晋国联合了十七国伐楚，因中行寅和范鞅贪贿，蔡昭侯拒绝行贿，伐楚计划失败。蔡昭侯联合吴王阖闾，前506年，在柏举之战重创了楚国。
前497年，赵简子杀了自己的族父邯郸大夫赵午，赵午是中行寅的外甥，导致中行氏、范氏一同攻打赵氏的晋阳。
但智氏、魏氏、韩氏与中行氏、范氏不和，帮助赵氏。中行氏和范氏在晋国国内战败，占领朝歌，被齐国、鲁国、卫国、郑国、宋国乃至周天子支持。
前490年，中行寅和范吉射逃往齐国。逃跑时，他路过一个县城，从人说：“这里的啬夫是您的故人，为什么不休息一下等待后车？”中行寅说：“我爱好音乐，他就送我名琴；我喜爱美玉，他就送我玉环。这是个只会投合我来求取好处而不会规劝我改过的人。我怕他也会用以前对我的方法去向别人求取好处。”于是离开，这个啬夫果然扣下中行寅的两乘后车献给晋定公。
谥号中行文子。
| 前任： 荀吴 | 晋国中行氏 前519年—前490年 | 繼任： — |